# Assemblea Democràtica Croata d'Eslavònia i Baranja
L'Assemblea Democràtica Croata d'Eslavònia i Baranja (croat Hrvatski demokratski sabor Slavonije i Baranje) és un partit polític de Croàcia fundat el 2006 com a escissió de la Unió Democràtica Croata a la regió d'Eslavònia. El seu cap era el contravertit Branimir Glavaš, que afirmava que la regió havia estat negligida per Zagreb i va obtenir un cert ressò a les eleccions locals de 2005 al Comtat d'Osijek-Baranja (27% de vots) i a la ciutat d'Osijek (25% de vots). Ivo Sanader els va expulsar del partit i aleshores es presentaren en solidari a les eleccions legislatives croates de 2007, en las que van obtenir 3 escons.